# ウィリアム・ドゥーズベリ
ウィリアム・ドゥーズベリ（英: William Duesbury、1725年 - 1786年）は、18世紀の有名な琺瑯職人、イギリスの起業家。ロイヤルクラウンダービーの創始者であり、ボウ、チェルシー, ダービー、ロングトン・ホールで磁器工房を所有していた。

## 生涯

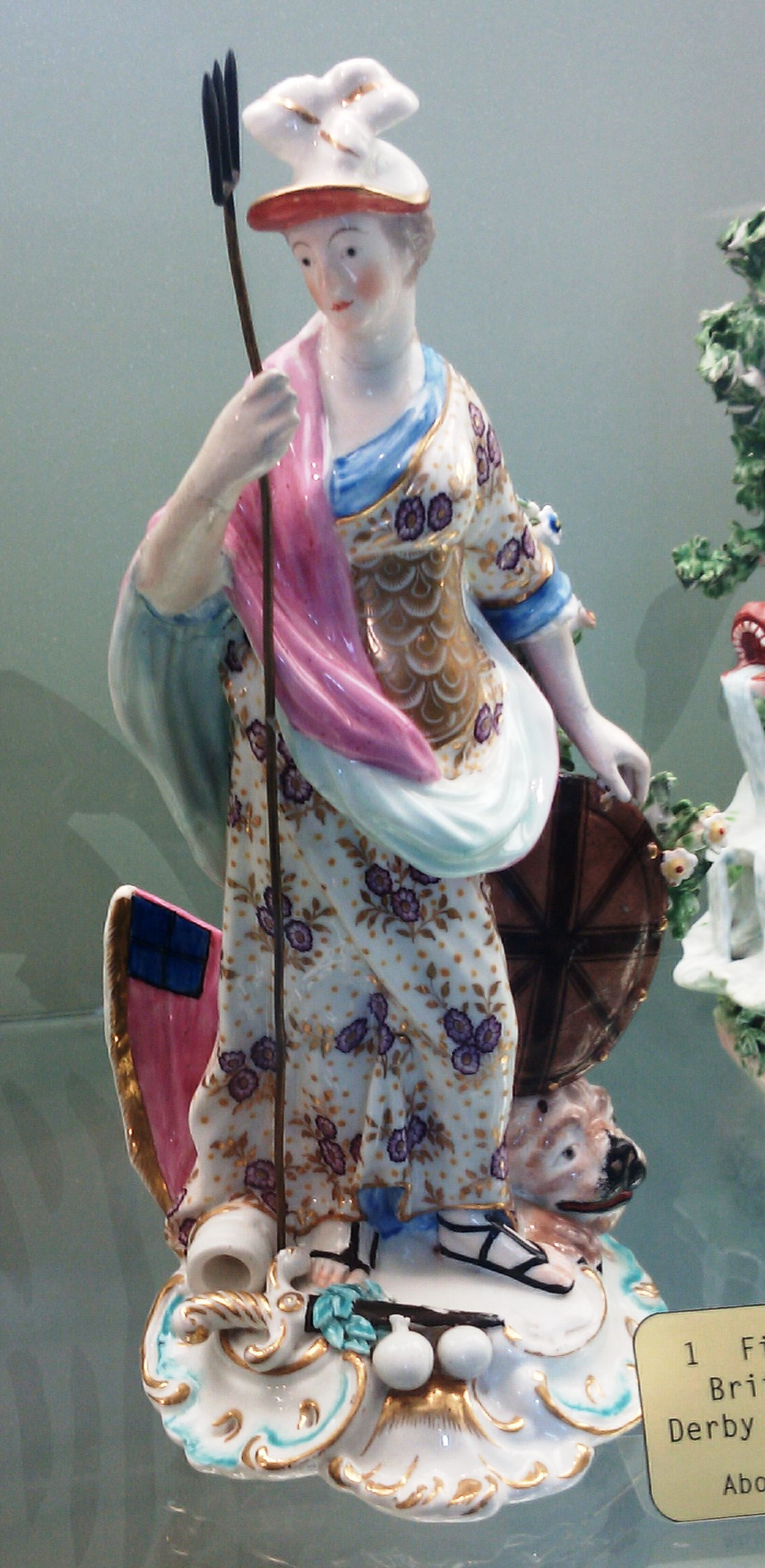
1780年製作のブリタニア像。ダービー博物館所蔵。

ドゥーズベリは1725年9月7日に生まれた。1742年頃、彼はロンドンで琺瑯職人として働いており、そこに1753年まで留まった。その後、1754年-1755年の間、彼の父が住むロントン・ホールに居住し、そこで働いた。1756年には資金が溜まり、腕の立つ磁器職人たちとその製品を手に入れた上で、ダービーのノッティンガム・ロードに磁器工房を開く決心をした。この事業に関して、彼は地元の銀行家ジョン・ヒースとクリストファー・ヒースから出資を受け、またダービーに住んでいた陶芸家アンドリュー・プランシェの高い技能にも助けられた。
1775年、ドゥーズベリとジョン・ヒースはジョージ3世から、製品の工房印に王冠を含ませるという御用達の栄誉を受けた。ドゥーズベリの "D" は現在、王冠と共に「国王陛下御用達のダービー磁器工房」の印として記されている。
ヒースたちが破産した後、事業はドゥーズベリが引き継いだ。彼は1786年に没し、息子のウィリアム・ドゥーズベリ2世が跡を継いだ。